# 奧維尼希高地
奧維尼希高地是俄羅斯的高地，位於伏爾加河流域，由特維爾州負責管轄，該高地全長約100公里，是莫洛加河的分水嶺，最高點海拔高度267米。